# It should've been Lorelai
It should've been Lorelai es el 35º episodio de la serie de televisión norteamericana Gilmore Girls.

## Resumen del episodio
Un debate entre Chilton y otra escuela está por darse, y Rory y Paris representan a su escuela. Christopher aprovecha la oportunidad para visitar a Lorelai y Rory, pero llega acompañado de su novia Sherry.
Desde un primer momento, Sherry intenta construir una relación con Rory, y le dice a Lorelai que no es necesario que ambas sean amigas. Sherry le propone a Rory para ir de compras esa noche (viernes); Lorelai primero duda pero luego acepta, así que mientras Sherry y Rory salen a pasear, Lorelai decide llevar a Christopher a cenar con Emily y Richard.
Christopher cuenta de lo bien que le está yendo con Sherry, pero Emily se molesta, habla mal de ella, lamenta que Rory no esté cenando con ellos, se pelea con Lorelai y le dice que perdió su última oportunidad de volver con Christopher. Al día siguiente, mientras Rory elabora un plan con Michel y Kirk para hacerle llegar un disco nuevo a Lane, que estaba castigada por lo de Henry, Lorelai le dice a Christopher que mientras ella tenía sus relaciones amorosas esperaba que ambos estuviesen juntos, por lo que rompió su compromiso con Max, pero ahora que lo ve con Sherry ya no sucederá eso. Christopher se molesta con ella pues es como si Lorelai le echara la culpa de sus fallidas relaciones.

## Curiosidades
- ¿No es un poco contradictorio que Brad, quien tenía pánico de hablar en público en el episodio Run away, little boy, ahora esté a punto de participar en el debate?

- Datos: Q5923084